# МОЛ Арена Шошто
МОЛ Арена Шошто (угор. MOL Aréna Sóstó) — багатофункціональний стадіон у місті Секешфегервар, Угорщина, відкритий 2018 року, який в основному використовувався для футбольних матчів. Стадіон вміщує 14 201 глядачів і є домашньою ареною клубу «Фегервар».

## Історія
«МОЛ Арена Шошто» була побудована на місці старого стадіону «Шоштой», який до весни 2016 року, за винятком основної трибуни, демонтували. Будівництво було заплановано на січень 2018 року, але до літа 2017 року виникли серйозні проблеми. Під час знесення допоміжних трибун було виявлено, що конструкція основної трибуни, яка була побудована у 2002 році і повинна була залишитись після реконструкції, мала серйозні недоліки і тому не підходила для приєднання до новозбудованих трибун, як спочатку передбачалося.
Подальші дослідження показали, що головна трибуна має серйозні проблеми і у вересні 2017 року місто вирішило знести трибуну, яка простояла лише 11 років, та побудувати повністю новий стадіон. Будівництво, яке затягнулося черговим зносом, у 2018 році прискорилось. На більш швидке завершення також впливав той факт, що в 2018 році команда з Фегервара стала учасником групового етапу Ліги Європи. Кінцевий термін добудови нового об'єкту був 30 серпня 2018 року, але до того часу будівельники ще не встигли закінчити роботи, тому команда не змогла прийняти своїх європейських опонентів на новому стадіоні. Побудована «МОЛ Арена Шошто» була відкрита 21 листопада 2018 року.
Перший матч був зіграний між клубами МОЛ Віді та «Уйпешт» у 6-му турі чемпіонату Угорщини 2018/19, матч завершився перемогою господарів 1:0. Історичний перший гол на новій арені забив Роланд Юхас на 58-й хвилині.
На початку 2021 року «МОЛ Арена Шошто» стала одним з восьми стадіонів, який прийняв матчі молодіжного чемпіонату Європи 2021 року. На арені пройшли 3 матчі групового етапу, а також по одній грі чвертьфіналу та півфіналу.